# Bertocchi (Capodistria)
Bertocchi (in sloveno Bertoki) è un insediamento di 966 abitanti del comune sloveno di Capodistria, nell'Istria settentrionale.
Il paese prende il nome dai Bertòch, una numerosa famiglia locale. Un tempo l'abitato sorgeva nel mezzo della campagna mentre ora, con la costruzione di numerose abitazioni residenziali, è divenuto di fatto un sobborgo di Capodistria. Sopra il paese passa la strada che sale a Sant'Antonio di Capodistria e corre sul crinale che divide la valle del Risano dal bacino idrografico del torrente Cornalunga. Il paese di Bertocchi fa pertanto parte del bacino del Risano ed è posto a quota 35 metri.